# Amityville Horror
The Amityville Horror ist ein amerikanischer Horrorfilm aus dem Jahr 1979 und der erste Film der Amityville-Horror-Reihe. Das Drehbuch basiert auf dem gleichnamigen Romanbestseller von Jay Anson. Eine Neuverfilmung wurde im Jahr 2005 produziert.
Die lange verbreitete Behauptung, die Geschichte basiere auf wahren Begebenheiten, gilt heute als widerlegt.

## Handlung
In den frühen Morgenstunden des 13. November 1974 ermordet Ronald DeFeo Jr. seine gesamte Familie mit einem Gewehr in ihrem Haus in der 112 Ocean Avenue in Amityville, New York.
Ein Jahr später ziehen die frisch verheirateten George und Kathy Lutz aus der Mittelschicht mit Kathys drei Kindern aus einer früheren Ehe in das Haus ein: Greg, Matt und Amy. Trotz Georges Irreligiosität bittet Kathy, eine nominelle Katholikin, den Jesuitenpater Delaney, das Haus zu segnen. Delaney trifft ein, während die Familie auf dem Long Island Sound Boot fährt. Als er das Haus betritt, wird er von Fliegen umschwärmt und hört eine feindselige Stimme, die ihm befiehlt, das Haus zu verlassen, woraufhin er flieht. Am nächsten Tag besucht Kathys Tante Helena, eine Nonne, das Haus, wird aber schwer krank und verlässt es abrupt, was Kathy sehr verwirrt.
Das häusliche Leben der Lutz’ beginnt in den folgenden Wochen einen steilen Abstieg: George wird untypisch launisch und ausfallend und ist besessen davon, das Haus mit Brennholz warm zu halten, obwohl Kathy darauf besteht, dass es nicht kalt ist. George wacht immer wieder um 3:15 Uhr morgens auf – zur gleichen Zeit, zu der die DeFeos ermordet wurden – und Kathy leidet unter beunruhigenden Albträumen. Vor der Verlobungsfeier von Kathys Bruder verschwinden eines Abends auf unerklärliche Weise 1.500 Dollar in bar, die an den Caterer gezahlt werden sollten, aus dem Haus. In der Zwischenzeit wird der Babysitter, der den Abend über auf Amy aufpasst, von einer unsichtbaren Macht in einem Schlafzimmerschrank eingeschlossen. Weitere unerklärliche Vorfälle ereignen sich, als ein Schiebefenster einem der beiden Jungen eine schmerzhafte Handverletzung zufügt, und Amy einen imaginären Freund, Jody, hat, der von böser Natur zu sein scheint. Eines Nachts erblickt Kathy zwei rote, schweineähnliche Augen vor Amys Schlafzimmerfenster im zweiten Stock.
Delaney unternimmt mehrere Versuche einzugreifen, die jedoch durch ungewöhnliche Unfälle und Vorkommnisse vereitelt werden: Seine Telefongespräche mit dem Haus werden von Kathy häufig als statisches Rauschen wahrgenommen, und einmal hat sein Auto auf dem Weg zum Haus eine Fehlfunktion, die beinahe einen tödlichen Unfall verursacht. Delaney ist überzeugt, dass dämonische Kräfte am Werk sind, und ist frustriert über die mangelnde Unterstützung durch seine Vorgesetzten in der Diözese. In der Zwischenzeit beginnt Georges Landvermessungsgeschäft unter seiner mangelnden Anwesenheit zu leiden, was seinen Geschäftspartner Jeff betrifft. Jeffs Frau Carolyn, die hellseherische Neigungen hat, ist von den Dingen, die sie im Haus spürt, sowohl abgestoßen als auch fasziniert.
Im Keller des Hauses wird Carolyn von einer Ziegelmauer angezogen, an der der Familienhund Harry immer wieder gekratzt hat, und sie beginnt, sie mit einem Hammer zu zerlegen. Als George den Schaden entdeckt, reißt er den Rest der Wand ein und legt einen kleinen Raum mit roten Wänden frei. Carolyn schreit entsetzt, dass sie „den Durchgang... zur Hölle“ gefunden haben, wobei ihre Stimme der von Pater Delaney ähnelt. Später in der Nacht betet Delaney leidenschaftlich auf seiner Kanzel, dass Gott die Familie retten möge, bevor er auf unerklärliche Weise sein Augenlicht verliert und in Katatonie verfällt.
Kathy besucht die Bibliothek, um die Geschichte des Anwesens zu recherchieren. Dort findet sie Bezirksunterlagen, die darauf hindeuten, dass das Haus auf einem Shinnecock-Friedhof gebaut ist und dass ein bekannter Satansanbeter namens John Ketchum einst auf dem Grundstück gelebt hat. Sie entdeckt auch Zeitungsausschnitte über die DeFeo-Morde und bemerkt die verblüffende Ähnlichkeit von Ronald DeFeo mit George.
Die paranormalen Ereignisse kulminieren in dieser Nacht während eines Regenschauers: Blut sickert von den Wänden und die Treppe hinunter; Jody, die als großes, rotäugiges Schwein erscheint, wird durch ein Fenster gesehen; und ein scheinbar besessener George versucht, die Kinder mit einer Axt zu töten, kommt aber wieder zu sich, als Kathy eingreift. Nachdem er bei der Rettung von Harry durch die Kellertreppe in eine Grube mit schwarzem Schlamm gestürzt ist, fahren George und der Rest der Familie weg und lassen ihr Haus und ihre Habseligkeiten zurück. Ein abschließender Zwischentitel lautet: „George und Kathleen Lutz und ihre Familie haben ihr Haus und ihr persönliches Hab und Gut nie zurückerhalten. Heute leben sie in einem anderen Staat.“

## Synchronisation
Es existieren zwei deutsche Synchronfassungen. Die erste entstand bei der Deutsche Synchron Filmgesellschaft mbH & Co. Karlheinz Brunnemann Produktions KG, West-Berlin. Michael Richter führte Dialogregie.
| Rolle           | Darsteller      | Synchronsprecher (Kino 1980)     | Synchronsprecher (DVD) |
| --------------- | --------------- | -------------------------------- | ---------------------- |
| George Lutz     | James Brolin    | Norbert Langer                   | Erich Räuker           |
| Kathy Lutz      | Margot Kidder   | Ursula Heyer oder Evamaria Miner | Judith Brandt          |
| Pater Delaney   | Rod Steiger     | Horst Schön                      | Bodo Wolf              |
| Pater Bolen     | Don Stroud      | Rolf Schult                      | Nicolas Böll           |
| Pater Ryan      | Murray Hamilton | Horst Niendorf                   | Reinhard Kuhnert       |
| Pater Nuncio    | John Larch      | Wolfgang Völz                    | Helmut Gauß            |
| Jeff            | Michael Sacks   | Norbert Gescher                  | ?                      |
| Carolyn         | Helen Shaver    | Liane Rudolph                    | ?                      |
| Sgt. Gionfriddo | Val Avery       | Edgar Ott                        | Jan Spitzer            |
| Mrs. Townsend   | Elsa Raven      | Tilly Lauenstein                 | ?                      |

## Kritik
Das Lexikon des internationalen Films urteilte, der Film sei „stilsicher und spannend inszeniertes okkultes Trivial-Kino“ und schmücke „sich mit verworrenen metaphysischen Spekulationen“. Der Fischer Film Almanach 1981 befand, es handele sich um einen die Stimmung des Exorzisten aufgreifenden, jedoch „mäßig unterhaltsame[n] Trivialfilm“, der „Aberglaube und Mystizismus“ huldige.
Der Schriftsteller Stephen King beschrieb in seinem Sachbuch Danse Macabre den Film als einen Vertreter einer wirtschaftlichen Horrorgeschichte und folgert für ihn, dass sich hier „hinter der Fassade einer Gespenstergeschichte in Wirklichkeit ein Derby des finanziellen Zusammenbruchs befindet.“ Er bezeichnet die Geschichte des Films als „einfach und schnörkellos, wie die meisten Horrorfilme“ und meint, er habe den Film in einem Artikel für den Rolling Stone im Jahr 1979 eine „dumme Geschichte“ genannt und ihn als „vereinfachend und durchschaubar“ bezeichnet; beides sei er auch, aber diese Bezeichnungen gehen in der Nachbetrachtung am Wesentlichen vorbei: „Dumm, vereinfachend und durchschaubar sind auch vollkommen angemessene Worte […], aber das ändert nichts an der Tatsache, dass die Geschichte ein beständiger Klassiker ihrer Art ist – vielleicht erklären diese Worte vielleicht sogar zum Großteil, warum sie ein Klassiker ihrer Art ist.“ Amity Horror sei „das perfekte Beispiel einer Geschichte, die man am Lagerfeuer erzählt. Der Erzähler [müsse] lediglich den Katalog unerklärlicher Ereignisse in der richtigen Reihenfolge bringen, sodass aus dem Unbehagen richtige Angst wird.“ King erklärt den Erfolg des Films damit, dass der Regisseur hier das wirtschaftliche Unbehagen als ständig präsenten Subtext und als Sprungfeder nutzt, wobei der Film perfekt in eine Zeit gesetzt worden war, in der wirtschaftliche Ängste vor dem Hintergrund von 18 % Inflation und steigen Lebenskosten allgegenwärtig waren. Das böse Haus mit seinen Geistern ruiniere die Familie nach und nach finanziell und King habe sich am Ende, als das Haus sich buchstäblich selbst zerreißt, nicht gefragt, „ob die Familie Lutz lebend herauskommt, sondern ob sie eine ausreichende Wohngebäudeversicherung abgeschlossen hat.“

## Preise
- 1980: Oscar- und Golden-Globe-Nominierung als beste Filmmusik (für Lalo Schifrin)

## Fortsetzungen
Nach dem Erfolg dieses Filmes gab es insgesamt 41 weitere Filme der Reihe, darunter sind 7 offizielle Fortsetzungen und eine Neuverfilmung des ersten Teils. Seit den 2010ern wird der nicht geschützte Titel 'Amityville' für eine Vielzahl von Low-Budget-Filmen genutzt, unabhängig ob der Inhalt des Films etwas mit den Geschehnissen um das Haus in Amityville zu tun hat oder nicht. Weitere Produktionen befinden sich laut Internet Movie Database in der Mache.
Fortsetzungen
- 1982: Amityville II – Der Besessene (Amityville 2 – The Possession), Regie: Damiano Damiani
- 1983: Amityville 3 (Amityville 3-D / Amityville 3 – The Demon), Regie: Richard Fleischer
- 1989: Amityville Horror 4 / Amityville 4 (Amityville Horror 4 – The Evil Escapes / Amityville 4), Regie: Sandor Stern
- 1990: The Amityville Curse – Der Fluch (The Amityville Curse), Regie: Tom Berry
- 1992: Amityville – Face of Terror (Amityville 1992 – It's about time), Regie: Tony Randel
- 1993: Amityville – A New Generation (Amityville – A New Generation / Amityville 1993: The Image of Evil), Regie: John Murlowski
- 1996: Amityville – Das Böse stirbt nie (Amityville Dollhouse), Regie: Steve White

Remake
- 2005: Amityville Horror – Eine wahre Geschichte (The Amityville Horror), Regie: Andrew Douglas (Remake des Originalfilmes)

Weitere Filme
- 2011: The Amityville Haunting, Regie: Geoff Meed
- 2013: The Amityville Asylum, Regie: Andrew Jones
- 2015: Amityville Death House, Regie: Mark Polonia
- 2015: The Amityville Playhouse, Regie: John R. Walker
- 2016: Amityville: Vanishing Point, Regie: Dylan Greenberg
- 2016: The Amityville Legacy, Regie: Dustin Ferguson and Michael Johnson
- 2016: The Amityville Terror, Regie: Michael Angelo
- 2016: Amityville: No Escape, Regie: Henrique Couto
- 2016: Amityville: Evil Never Dies, Regie: Dustin Ferguson
- 2016: Against the Night, Regie: Brian Cavallaro
- 2017: Amityville Exorcism, Regie: Mark Polonia
- 2017: Amityville: The Awakening, Regie: Franck Khalfoun
- 2018: Amityville Horror – Wie alles begann (The Amityville Murders), Regie: Daniel Farrands
- 2018: Amityville: Mt. Misery Road, Regie: Chuck Morrongiello und Karolina Morrongiello
- 2020: Amityville Island, Regie: Mark Polonia
- 2020: Amityville Vibrator, Regie: Nathan Rumler
- 2020: Witches of Amityville Academy, Regie: Rebecca Matthews
- 2020: The Amityville Harvest, Regie: Thomas J. Churchill
- 2021: An Amityville Poltergeist, Regie: Calvin Morie McCarthy
- 2021: The Amityville Moon, Regie: Thomas J. Churchill
- 2021: Amityville Cult, Regie: Trey Murphy
- 2021: Amityville Vampire, Regie: Tim Vigil
- 2022: Amityville Scarecrow, Regie: Peter Jack Mundy
- 2022: Amityville Uprising, Regie: Thomas J. Churchill
- 2022: Amityville Gas Chamber, Regie: Michael Stone (Parodie auf die Flut an extrem Low-Budget-Produktionen, die den Titel aus Marketinggründen missbrauchen)
- 2022: Amityville in Space, Regie: Mark Polonia
- 2022: Amityville Hex, Regie: Tony Newton
- 2022: Amityville In The Hood, Regie: Dustin Ferguson
- 2022: Amityville Karen, Regie: Shawn C. Phillips
- 2022: Amityville Christmas Vacation, Regie: Steve Rudzinski
- 2022: Amityville Thanksgiving, Regie: Will Collazo Jr.
- 2022: Ghosts Of Amityville, Regie: Jt Kris